# ただの飯フレです
『ただの飯フレです』（ただのメフレです）は、さのさくらによる日本の漫画作品。

## 概要
マッチングアプリで出会った男女が一緒にご飯を食べるだけの仲「飯フレ」（メフレ）となり、関係を深めていく様子が描かれている。2022年8月5日にcomicブーストにて連載が開始され、2023年4月24日に幻冬舎コミックスから第1巻が発売された。

## 登場人物
春川（はるかわ）
OL。マッチングアプリのTinderで「ごはん友達探し」をしていたが、ヤリモクばかりで辟易していた。そのような中で真冬と出会い、飯フレとなる。ハンドルネームは「猫ちゃんかわかわ人間」。
真冬
春川とTinderで出会った爬虫類顔の男性。ハンドルネームは「二郎大好き太郎」。

## 反応
谷口菜津子は、本作について「会話劇だが、リアルな会話が聞こえてくるような感じが楽しくホッとできる」と評した。
本作は第15回an・anマンガ大賞で準大賞となった。

## 書誌情報
1. 2023年4月24日発売、ISBN 978-4344852136
2. 2023年12月22日発売、ISBN 978-4344853393
3. 2024年7月24日発売、ISBN  978-4344854376
4. 2025年2月21日発売、ISBN  978-4344855533